# 定州青年駅
定州青年駅（チョンジュチョンニョンえき）は朝鮮民主主義人民共和国平安北道定州市に位置する朝鮮民主主義人民共和国鉄道省の駅である。

## 乗り入れ路線
平義線と平北線の2路線が乗り入れている。平北線の起点駅となっており、平義線と平北線の分岐駅である。

## 歴史
1908年4月1日の京義線全通時に定州駅（ていしゅうえき　旧仮名遣：ていしうえき）として開業した。1911年（明治44年）11月1日に鴨緑江橋梁が完成した後は満洲に向かう国際列車の停車駅となり、現在でも平壌～北京・モスクワ間の国際列車の停車駅である。
戦後は定州青年駅に改称される。2008年1月27日には定州青年駅で脱線事故が発生した。事故が起きたのは10輛編成の貨物列車で、10輛のうち4輛が転覆し、鉄道員2名が死亡した。なお、事故後に駅舎内や外観の改善補修工事が行われた。

## 隣の駅
朝鮮民主主義人民共和国鉄道省
平義線
古邑駅 - 定州青年駅 - 下端駅
平北線
定州青年駅 - 鳳鳴駅